# 63.ª edición de los Premios Óscar
La 63.ª edición de los Óscar premió a las mejores películas de 1990. Organizada por la Academia de Artes y Ciencias Cinematográficas, tuvo lugar en el Shrine Civic Auditorium de Los Ángeles (Estados Unidos) el 26 de marzo de 1991. La ceremonia fue conducida por Billy Crystal.

## Candidaturas y ganadores
Dances with Wolves se convirtió en el segundo western en ganar el Óscar a Mejor película (el primero en lograrlo fue Cimarron  en 1931), además su director Kevin Costner  se convirtió en la quinta persona en ganar el Óscar a la mejor dirección por dirigir su ópera prima e igualmente por conseguir nominaciones como Mejor director y Mejor actor respectivamente en dicho film. Whoopi Goldberg se convirtió en la segunda actriz afrodescendiente en ganar el Óscar como mejor actriz de reparto, la primera en lograrlo fue Hattie McDaniel en 1939 por su interpretación en la película Lo que el viento se llevó.  Por su parte El padrino III fue la tercera secuela en conseguir una nominación al Óscar a Mejor película, destacando que la última secuela en conseguir una nominación en la categoría principal fue su antecesora El padrino II en 1974, la cual ganaría dicho premio.

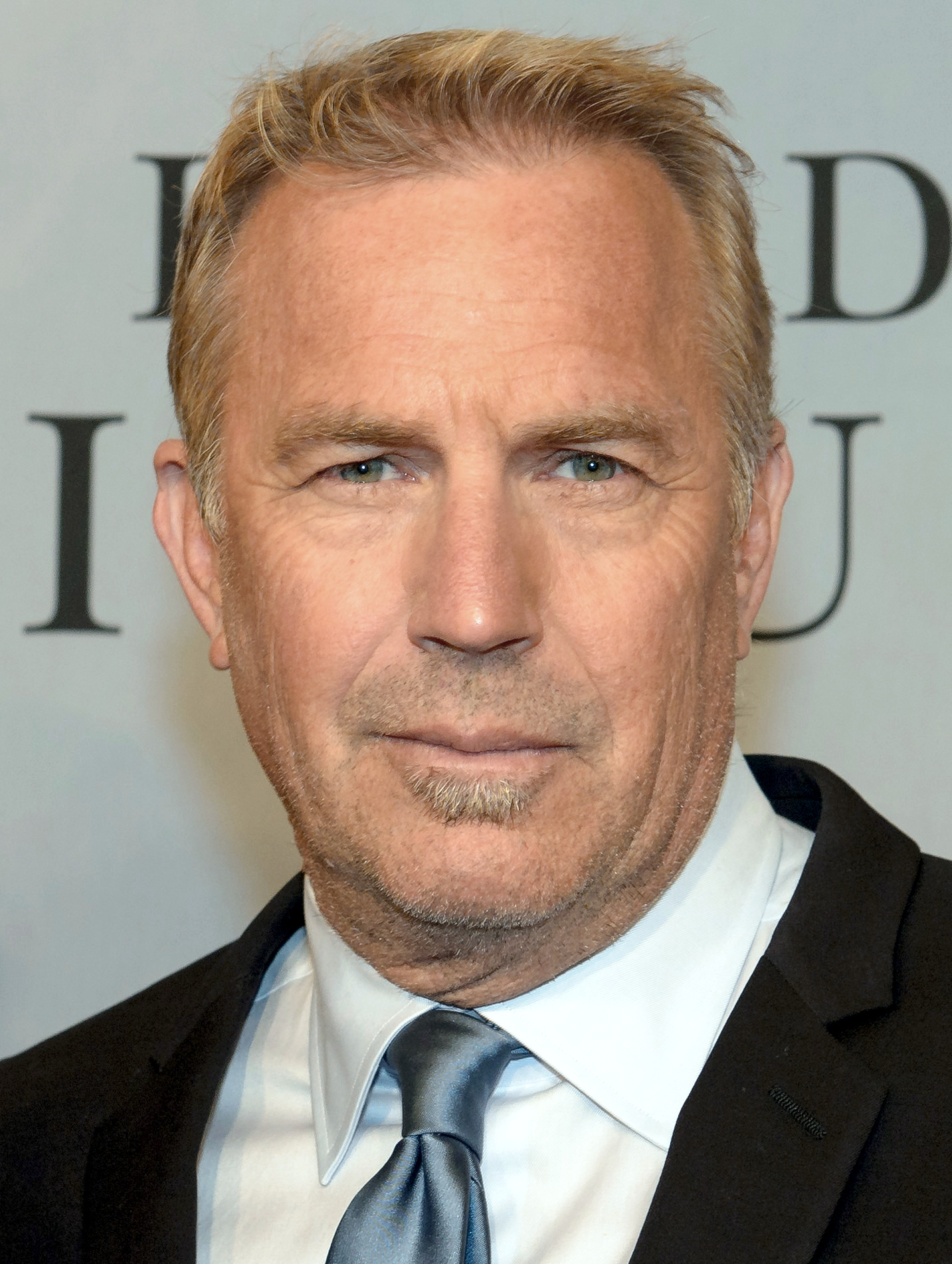
Kevin Costner fue el ganador del Óscar al mejor director por Dances with Wolves.

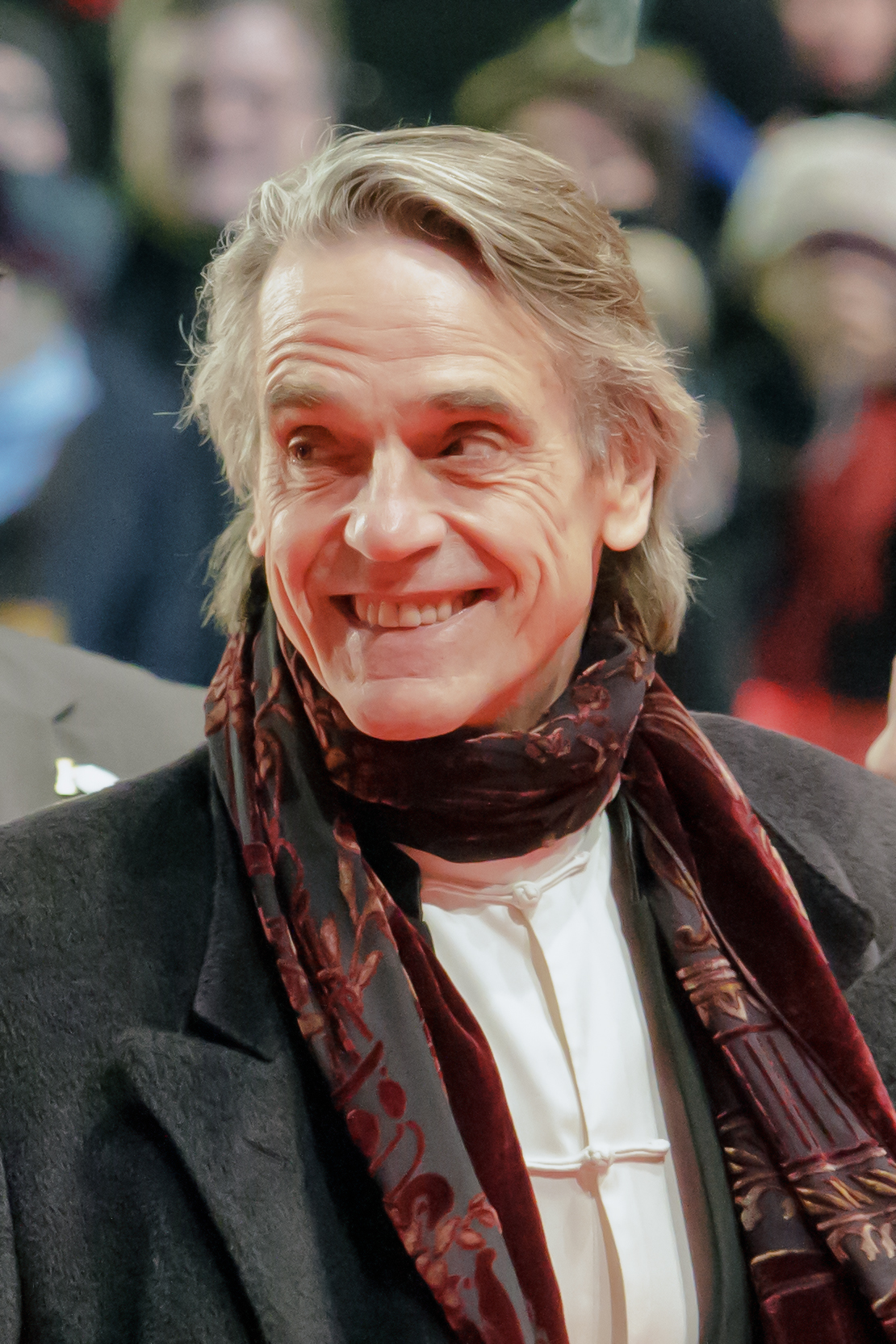
Jeremy Irons fue el ganador del Óscar al mejor actor por Reversal of Fortune.

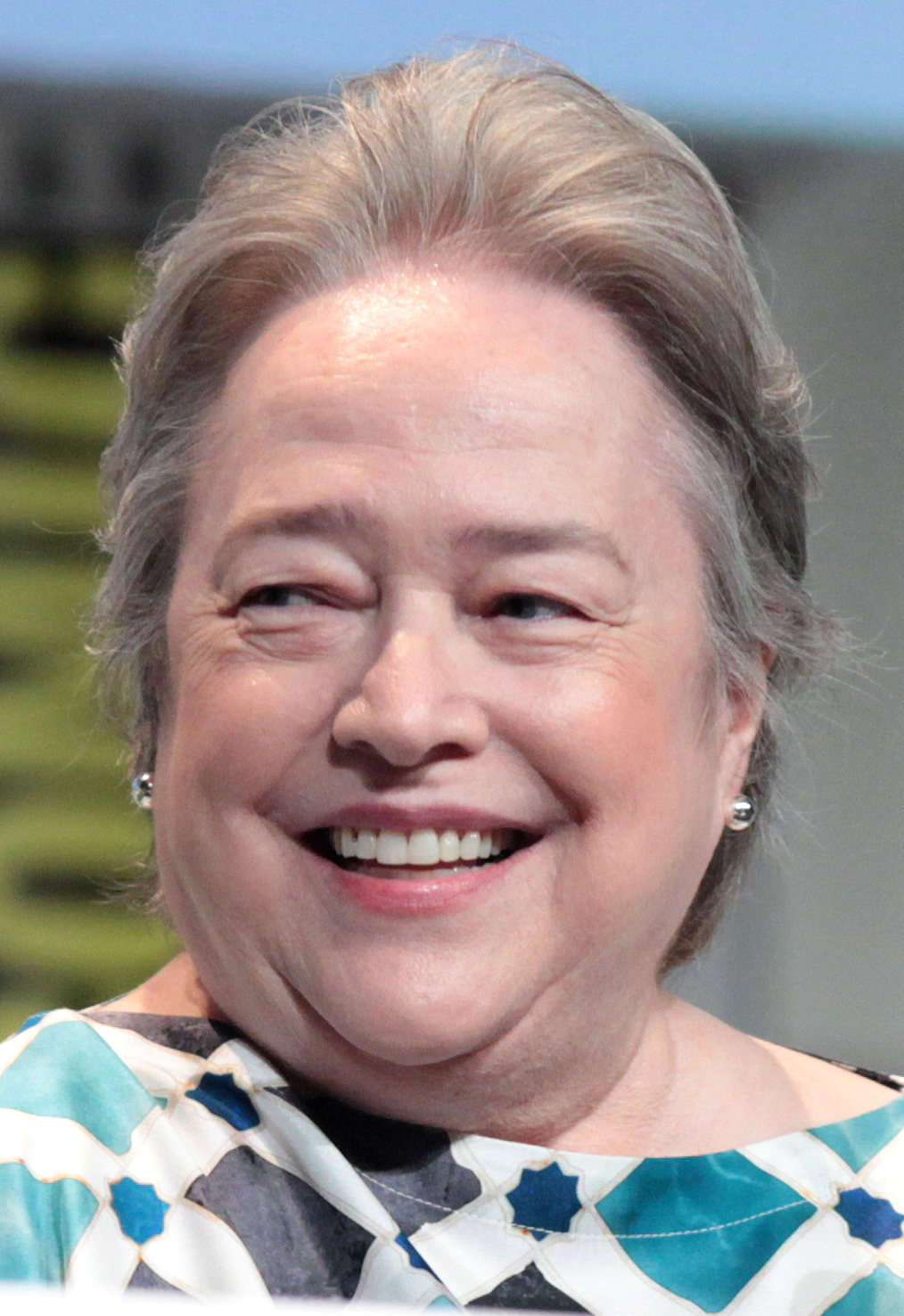
Kathy Bates fue la ganadora del Óscar a mejor actriz por Misery.

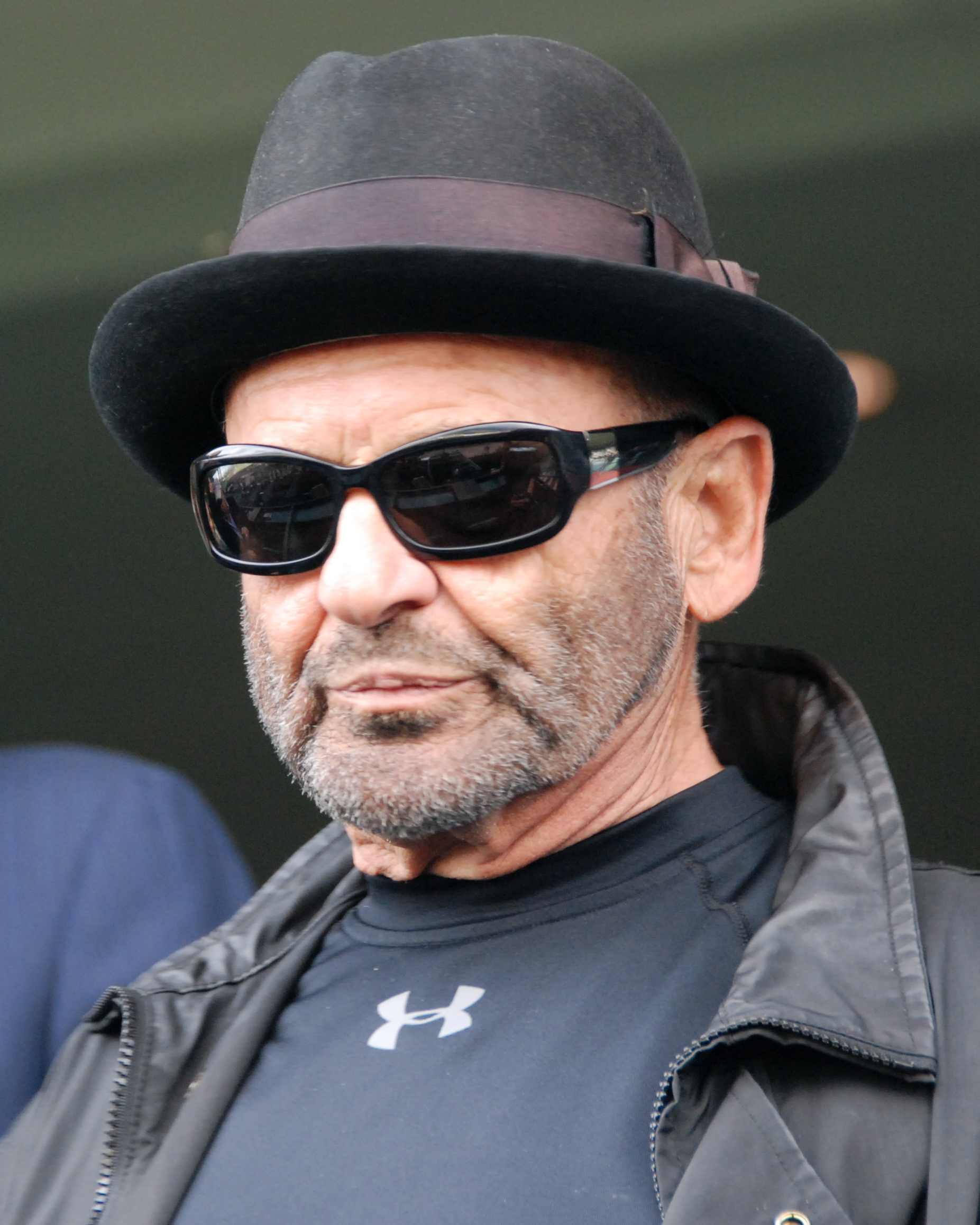
Joe Pesci fue el ganador del Óscar a mejor actor de reparto por Goodfellas.

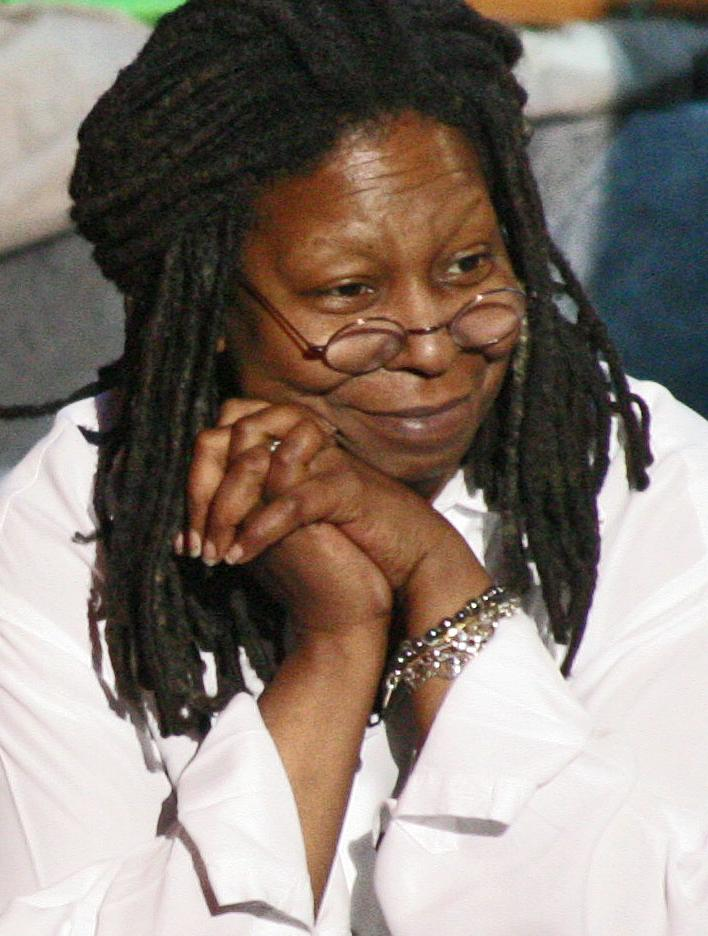
Whoopi Goldberg fue la ganadora del Óscar a la mejor actriz de reparto por Ghost.

 Indica el ganador dentro de cada categoría.
| Mejor película Presentado por: Barbra Streisand | Mejor director Presentado por: Tom Cruise |
| --- | --- |
| Dances with Wolves (Bailando con lobos) — Jim Wilson y Kevin Costner | Kevin Costner — Dances with Wolves (Bailando con lobos) |
| - Awakenings (Despertares) — Walter F. Parkes y Lawrence Lasker - Ghost — Lisa Weinstein - Goodfellas (Uno de los nuestros) — Irwin Winkler - The Godfather Part III (El Padrino Parte III) — Francis Ford Coppola | - Francis Ford Coppola — The Godfather Part III (El Padrino Parte III) - Stephen Frears — The Grifters (Los timadores) - Barbet Schroeder — Reversal of Fortune (El misterio von Bülow) - Martin Scorsese — Goodfellas (Uno de los nuestros) |
| Mejor actor Presentado por: Jessica Tandy | Mejor actriz Presentado por: Daniel Day-Lewis |
| Jeremy Irons — Reversal of Fortune (El misterio von Bülow) como Claus von Bülow | Kathy Bates — Misery como Annie Wilkes |
| - Kevin Costner — Dances with Wolves (Bailando con lobos) como Teniente John J. Dunbar - Robert De Niro — Awakenings (Despertares) como Leonard Lowe - Gérard Depardieu — Cyrano de Bergerac como Cyrano de Bergerac - Richard Harris — The Field (El prado) como "Bull" McCabe | - Anjelica Huston — The Grifters (Los timadores) como Lilly Dillon - Julia Roberts — Pretty Woman como Vivian Ward - Meryl Streep — Postcards from the Edge (Postales desde el filo) como Suzanne Vale - Joanne Woodward — Mr. & Mrs. Bridge (Esperando a Mr. Bridge) como India Bridge |
| Mejor actor de reparto Presentado por: Brenda Fricker | Mejor actriz de reparto Presentado por: Denzel Washington |
| Joe Pesci — Goodfellas (Uno de los nuestros) como Tommy DeVito | Whoopi Goldberg — Ghost como Oda Mae Brown |
| - Bruce Davison — Longtime Companion (Compañeros inseparables) como David - Andy García — The Godfather Part III (El Padrino Parte III) como Vicent Corleone - Graham Greene — Dances with Wolves (Bailando con lobos) como Pájaro Guía - Al Pacino — Dick Tracy como Alphonse "Big Boy" Caprice | - Annette Bening — The Grifters (Los timadores) como Myra Langtry - Lorraine Bracco — Goodfellas (Uno de los nuestros) como Karen Friedman Hill - Diane Ladd — Wild at Heart (Corazón salvaje)como Marietta Fortune - Mary McDonnell — Dances with Wolves (Bailando con lobos) como Puño en Alto |
| Mejor guion original Presentado por: Jodie Foster y Anthony Hopkins | Mejor guion adaptado Presentado por: Jodie Foster y Anthony Hopkins |
| Ghost — Bruce Joel Rubin | Dances with Wolves (Bailando con lobos) — Michael Blake basado en Dances with Wolves por Michael Blake |
| - Alice — Woody Allen - Avalon — Barry Levinson - Green Card (Matrimonio de conveniencia) — Peter Weir - Metropolitan — Whit Stillman | - Awakenings (Despertares) — Steven Zaillian basado en Awakenings por Oliver Sacks - Goodfellas (Uno de los nuestros) — Nicholas Pileggi y Martin Scorsese basado en Wiseguy de Nicholas Pileggi - Reversal of Fortune (El misterio von Bülow) — Nicholas Kazan basado en Reversal of Fortune: Inside the von Bülow Case por Alan M. Dershowitz - The Grifters (Los timadores) — Donald E. Westlake basado en The Grifters por Jim Thompson |
| Mejor película extranjera (de habla no inglesa) Presentado por: Dustin Hoffman | Mejor montaje Presentado por: Danny Glover y Kevin Kline |
| Reise der Hoffnung (Viaje a la esperanza) (Suiza) en alemán — Xavier Koller | Dances with Wolves (Bailando con lobos) — Neil Travis |
| - Cyrano de Bergerac (Francia) en francés — Jean-Paul Rappeneau - Ju Dou (Ju Dou: Semilla de crisantemo) (China) en mandarín — Zhang Yimou y Yang Fengliang - Porte aperte (Puertas abiertas) (Italia) en italiano — Gianni Amelio - Das schreckliche Mädchen (La chica terrible) (Alemania) en alemán — Michael Verhoeven | - Ghost — Walter Murch - Goodfellas (Uno de los nuestros) — Thelma Schoonmaker - The Hunt for Red October (La caza del Octubre Rojo) — Dennis Virkler y John Wright - The Godfather Part III (El Padrino Parte III) — Barry Malkin, Lisa Fruchtman y Walter Murch |
| Mejor documental largo Presentado por: Phoebe Cates y Ron Silver | Mejor documental corto Presentado por: Phoebe Cates y Ron Silver |
| American Dream — Barbara Kopple y Arthur Cohn | Days of Waiting — Steven Okazaki |
| - Berkeley in the Sixties — Mark Kitchell - Building Bombs — Mark Mori y Susan Robinson - Forever Activists: Stories from the Veterans of the Abraham Lincoln Brigade — Judith Montell - Waldo Salt: A Screenwriter's Journey — Robert Hillmann y Eugene Corr | - Burning Down Tomorrow — Kit Thomas - Chimps: So Like Us — Karen Goodman y Kirk Simon - Journey into Life — Derek Bromhall - Rose Kennedy: A Life to Remember — Freida Lee Mock y Terry Sanders |
| Mejor cortometraje Presentado por: Chevy Chase y Martin Short | Mejor cortometraje animado Presentado por: Pájaro Loco |
| The Lunch Date — Adam Davidson | Creature Comforts — Nick Park |
| - 12:01 PM — Hillary Ripps y Jonathan Heap - Bronx Cheers — Raymond De Felitta y Matthew Gross - Dear Rosie — Peter Cattaneo y Barnaby Thompson - Senzeni Na? (What Have We Done?) — Bernard Joffa y Anthony E. Nicholas | - A Grand Day Out — Nick Park - Grasshoppers (Cavallette) — Bruno Bozzetto |
| Mejor banda sonora Presentado por: Alec Baldwin y Kim Basinger | Mejor canción original Presentado por: Gregory Hines y Ann-Margret |
| Dances with Wolves (Bailando con lobos) — John Barry | «Sooner or Later (I Always Get My Man)» — Dick Tracy; Música y Letra por Stephen Sondheim |
| - Avalon — Randy Newman - Ghost — Maurice Jarre - Habana — Dave Grusin - Home Alone (Solo en casa) — John Williams | - «Blaze of Glory» — Young Guns II; Música y Letra por Jon Bon Jovi. - «I'm Checkin' Out» — Postcards from the Edge (Postales desde el filo); Música y Letra por Shel Silverstein. - «Promise Me You'll Remember» — The Godfather Part III (El Padrino Parte III); Música por Carmine Coppola; Letra por John Bettis - «Somewhere in My Memory» — Home Alone (Solo en casa); Música por John Williams; Letra por Leslie Bricusse.           |
| Mejor edición de sonido Presentado por: Andy García y Whoopi Goldberg | Mejor sonido Presentado por: Dianne Wiest |
| The Hunt for Red October (La caza del Octubre Rojo) — Cecelia Hall y George Watters II | Dances with Wolves (Bailando con lobos) — Jeffrey Perkins, Bill W. Benton, Greg Watkins y Russell Williams II |
| - Flatliners (Línea mortal) — Charles L. Campbell y Richard C. Franklin - Total Recall (Desafio total) — Stephen H. Flick | - Days of Thunder (Días de trueno) — Donald O. Mitchell, Rick Kline, Kevin O'Connell y Charles Wilborn - Dick Tracy — Chris Jenkins, David E. Campbell, Doug Hemphill y Thomas Causey - The Hunt for Red October (La caza del Octubre Rojo) — Don Bassman, Richard Overton, Kevin F. Cleary y Richard Bryce Goodman - Total Recall (Desafio total) — Michael J. Kohut, Carlos de Larios, Aaron Rochin y Nelson Stoll                        |
| Mejor dirección artística Presentado por: Richard Gere y Susan Sarandon | Mejor fotografía Presentado por: Glenn Close |
| Dick Tracy — Dirección artística: Richard Sylbert; Diseño de decorados: Rick Simpson | Dances with Wolves (Bailando con lobos) — Dean Semler |
| - Cyrano de Bergerac – Dirección artística: Ezio Frigerio; Diseño de decorados: Jacques Rouxel - Dances with Wolves (Bailando con lobos) — Dirección artística: Jeffrey Beecroft; Diseño de decorados: Lisa Dean - Hamlet — Dirección artística: Dante Ferretti; Diseño de decorados: Francesca Lo Schiavo - The Godfather Part III (El Padrino Parte III) — Dirección artística: Dean Tavoularis; Diseño de decorados: Gary Fettis | - Avalon — Allen Daviau - Dick Tracy — Vittorio Storaro - Henry and June (Henry y June) — Philippe Rousselot - The Godfather Part III (El Padrino Parte III) — Gordon Willis |
| Mejor maquillaje Presentado por: Anne Archer | Mejor diseño de vestuario Presentado por: Annette Bening |
| Dick Tracy — John Caglione, Jr. y Doug Drexler | Cyrano de Bergerac — Franca Squarciapino |
| - Cyrano de Bergerac — Michèle Burke y Jean-Pierre Eychenne - Edward Scissorhands (Eduardo Manostijeras) — Ve Neill y Stan Winston | - Avalon — Gloria Gresham - Dances with Wolves (Bailando con lobos) — Elsa Zamparelli - Dick Tracy — Milena Canonero - Hamlet — Maurizio Millenotti |

### Óscar Honorífico
- Myrna Loy, "En reconocimiento a sus extraordinarias cualidades tanto en la pantalla como fuera de ella, con aprecio por las actuaciones indelebles de toda una vida."[3]
- Sophia Loren, "Uno de los tesoros genuinos del cine mundial que, en una carrera rica en actuaciones memorables, ha agregado brillo permanente a nuestra forma de arte."[3]

### Óscar a los mejores efectos visuales[4]
- Total Recall (Desafio total) — Eric Brevig, Rob Bottin, Tim McGovern y Alex Funke

## In Memoriam
La Academia recuerda a los profesionales del cine fallecidos en 1990: Alan Hare Jr., Arthur Kennedy, Terry- Thomas, Gordon Jackson, Barbara Stanwyck, Madge Bellamy, Ava Gardner, Michael Powell (director), Gary Merrill, Capucine, Greta Garbo, Paulette Goddard, Charles Farrell, Susan Oliver, Sammy Davis Jr, Jill Ireland, Rex Harrison, Howard Duff, Margaret Lockwood, Eddie Quillan, Irene Dunne, Hermes Pan, Delphine Seyrig, Joel McCrea, Mary Martin, Eve Arden, Robert Cummings, Joan Bennett, Martin Ritt (director) y Mike Mazurki.

## Premios y nominaciones múltiples
| Película                                            | Nominaciones | Premios |
| --------------------------------------------------- | ------------ | ------- |
| Dances with Wolves (Bailando con lobos)             | 12           | 7       |
| Dick Tracy                                          | 7            | 3       |
| Ghost                                               | 5            | 2       |
| Goodfellas (Uno de los nuestros)                    | 6            | 1       |
| Cyrano de Bergerac                                  | 5            | 1       |
| The Hunt for Red October (La caza del Octubre Rojo) | 3            | 1       |
| Reversal of Fortune (El misterio von Bülow)         | 3            | 1       |
| Total Recall (Desafio total)                        | 3            | 1       |
| Reise der Hoffnung (Viaje a la esperanza)           | 1            | 1       |
| Misery                                              | 1            | 1       |
| The Godfather Part III (El Padrino Parte III)       | 7            | 0       |
| Avalon                                              | 4            | 0       |
| The Grifters (Los timadores)                        | 4            | 0       |
| Awakenings (Despertares)                            | 3            | 0       |
| Hamlet                                              | 2            | 0       |
| Home Alone (Solo en casa)                           | 2            | 0       |
| Postcards from the Edge (Postales desde el filo)    | 2            | 0       |